# Kapalong
Kapalong è una municipalità di prima classe delle Filippine, situata nella Provincia di Davao del Norte, nella regione del Davao.

## Geografia antropica

### Suddivisioni amministrative
Kapalong è formata da 14 baranggay:
- Capungagan
- Florida
- Gabuyan
- Gupitan
- Katipunan
- Luna
- Mabantao
- Mamacao
- Maniki (Poblacion)
- Pag-asa
- Sampao (Bienvenida)
- Semong (Sampao)
- Sua-on
- Tiburcia